# Bernard Bernard
Bernard Bernard (* 21. Juli 1821 in Mogues, Frankreich; † 1895) war ein französischer katholischer Priester und Missionar in Norwegen, Island und Schottland. Er war Präfekt der Nordpolmission von 1862 bis 1869 und erster Präfekt von Norwegen und Lappland von 1869 bis 1887.

## Leben

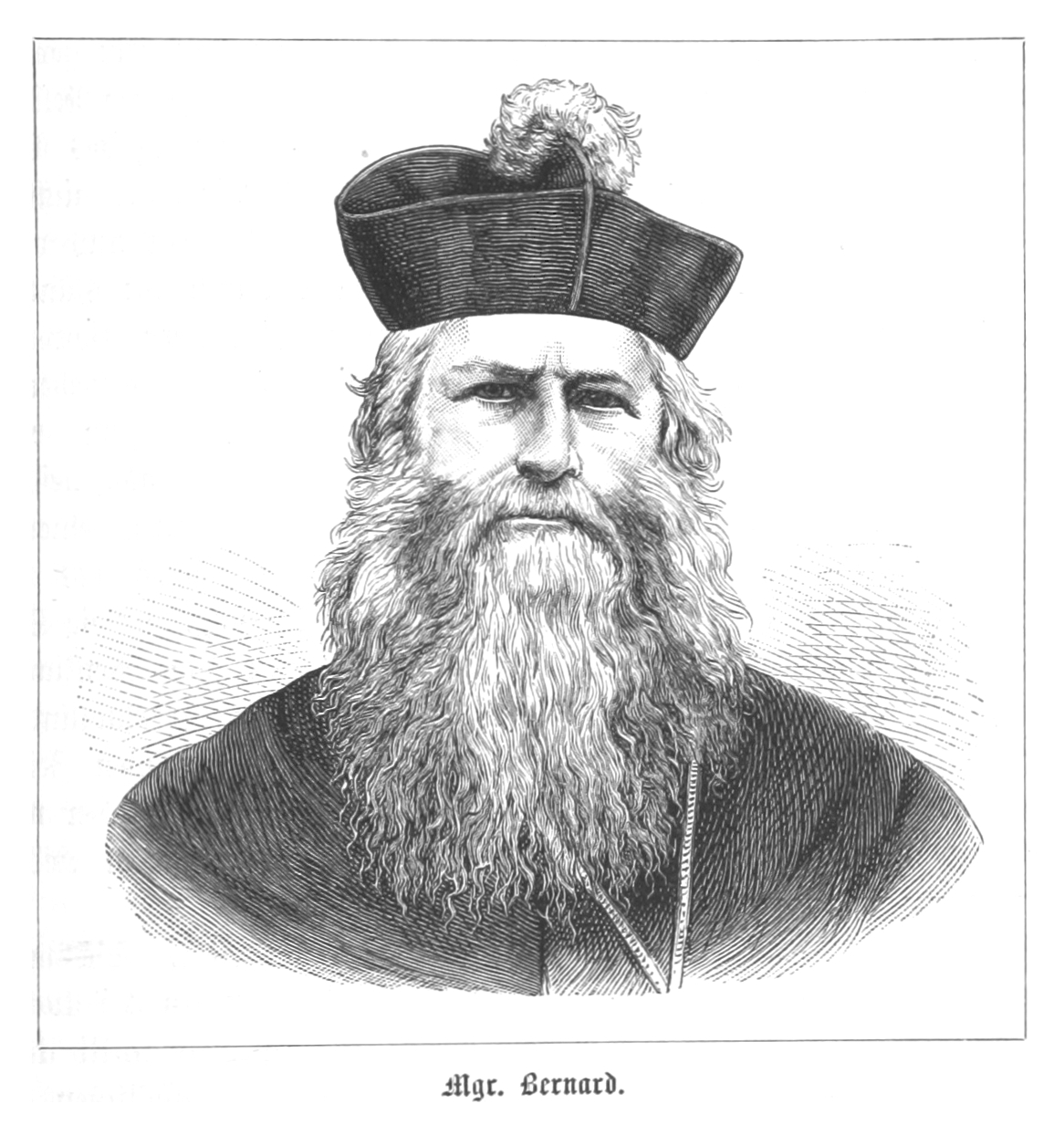
Bernard Bernard in Island

Ausbildung zum Priester in Rom, Priesterweihe in Reims durch Kardinal Thomas-Marie-Joseph Gousset (1792–1866). Nachdem Bernard einige Jahre Gemeindepriester in den Französischen Ardennen war, erreichte er im Jahr 1856 Norwegen, wo er in den Dienst der katholischen Nordpolmission (Praefectura Apostolica Poli Arctici) gestellt wurde, deren Präfekt er von 20. April 1862 bis zu deren Ende April/Mai 1869 war.
Bereits 1856 wurde Bernard weiter nach Island gesandt, das damals ein Teil der Nordpolmission war und das er 1857 erreichte. Bernard und sein Landsmann Jean-Baptiste Baudoin (1831–1875), der Island 1858 erreichte, waren sie die beiden ersten katholischen Priester in Island seit der Reformation. Sie errichteten 1864 eine kleine Kapelle auf dem von ihnen 1859 erworbenen Hof Landakot nahe Reykjavík. Alles in allem hatten sie und ihr Vorhaben jedoch einen mehr als problematischen Stand und während Bernard bereits 1862 das Land verließ, blieb Baudoin noch bis 1875, jedoch ohne größere Erfolge dabei zu verzeichnen.
Am 17. August 1869 wurde Bernard zum Apostolischen Präfekten von Norwegen und Lappland mit Sitz in Trondheim ernannt. Aus Gesundheitsgründen trat er von diesem Amt 1887 zurück und verließ daraufhin Norwegen. Sein Nachfolger wurde der Luxemburger Priester Johannes Olaf Fallize (1844–1933), von 1892 als Titularbischof von Eluza, unter dem sich die Mission (im bescheidenen Rahmen) stetig weiterentwickelte.